# Maerua schliebenii
Maerua schliebenii är en kaprisväxtart som beskrevs av Gilg-benedict. Maerua schliebenii ingår i släktet Maerua och familjen kaprisväxter. Inga underarter finns listade i Catalogue of Life.